# Paraíso (ort i Dominikanska republiken, Barahona, lat 17,99, long -71,17)
Paraíso är en ort i Dominikanska republiken.   Den ligger i provinsen Barahona, i den södra delen av landet, 140 km väster om huvudstaden Santo Domingo. Paraíso ligger 28 meter över havet och antalet invånare är 6 490.
Terrängen runt Paraíso är varierad. Havet är nära Paraíso åt sydost.  Paraíso är det största samhället i trakten.